# Richlands (Virgínia)
Richlands é uma cidade  localizada no estado norte-americano de Virginia, no Condado de Tazewell.

## Demografia
Segundo o censo norte-americano de 2000, a sua população era de 4144 habitantes.
Em 2006, foi estimada uma população de 4089, um decréscimo de 55 (-1.3%).

## Geografia
De acordo com o United States Census Bureau tem uma área de
6,9 km², dos quais 6,9 km² cobertos por terra e 0,0 km² cobertos por água. Richlands localiza-se a aproximadamente 668 m acima do nível do mar.

## Localidades na vizinhança
O diagrama seguinte representa as localidades num raio de 28 km ao redor de Richlands.